# Contea di Ninghe
La contea di Ninghe (cinese semplificato: 宁河县; cinese tradizionale: 寧河縣; mandarino pinyin: Nínghé Xiàn) è un distretto di Tientsin. Ha una superficie di 1.414 km² e una popolazione di 360.000 abitanti al 2004.